# Staminodio

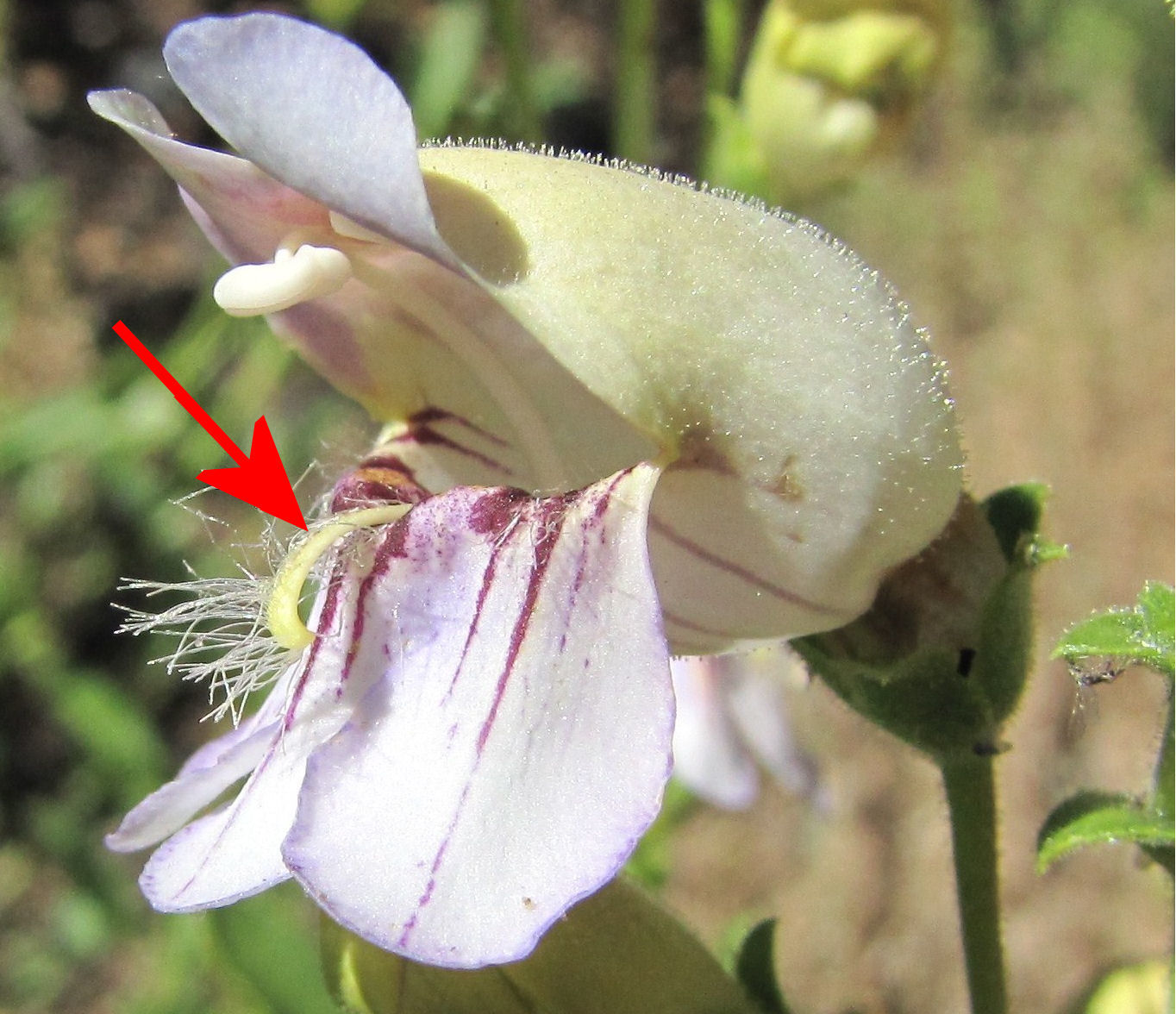
La freccia rossa segnala lo staminodio in un fiore di Penstemon grinnellii.

In botanica, uno staminodio è spesso uno stame rudimentale, sterile o abortito. Questo significa che non produce polline.
Gli staminodi sono frequentemente dissimulati e sembrano stami normali. Solitamente sono posizionati nel verticillo interno del fiore.
A volte, gli staminodi sono modificati per produrre nettare, come nella "pianta del sortilegio" (Hamamelis).
Gli staminodi possono essere una caratteristica decisiva per differenziare tra le specie, specialmente nel genere delle orchidee Paphiopedilum.